# Nguyễn Quý Đức
Nguyễn Quý Đức (chữ Hán: 阮貴德, 1648 -1720), húy là Tộ (祚), tự Bản Nhân (体仁) hiệu Đường Hiên (堂軒), là nhà thơ, nhà giáo, nhà sử học, nhà chính trị Việt Nam thời Lê trung hưng.

## Thân thế và sự nghiệp
Nguyễn Quý Đức sinh tại làng Thiên Mỗ, thuộc Thăng Long (tức làng Đại Mỗ, nay thuộc phường Đại Mỗ, quận Nam Từ Liêm, Hà Nội). Xuất thân trong một gia đình nhà nho nghèo, cha ông đỗ sinh đồ, khi ông đỗ Thám hoa cha được ấm phong Đô đài Ngự sử Nguyễn Quý Cường.
Năm lên 8 tuổi, Nguyễn Quý Đức theo học với chú họ (tự là Đạo Thông, nguyên là Tri huyện), và nổi tiếng là "kỳ đồng" ngay từ thuở nhỏ. Năm 15 tuổi (1663), ông đỗ Hương cống (cử nhân), được thụ chức Hàn lâm viện Hiệu thảo. Sau đó, ông theo học với Tiến sĩ họ Lê (người làng Tam Lộng, huyện Lôi Dương, Thanh Hóa).
Năm 22 tuổi (1670), ông đỗ khoa thi Hoành từ, được thăng làm Thị nội văn chức. Năm 28 tuổi (1676), đời vua Lê Hy Tông, Nguyễn Quý Đức đỗ Đình nguyên Thám hoa. Khoa này không chấm đỗ Trạng nguyên, Bảng nhãn nên chỉ mình ông đứng tên trong bảng Tam Khôi. Sau đó, ông được thăng làm Hàn Lâm viện đãi chế.
Năm 1678, ông giữ chức giám thị trường thi Nghệ An. Năm 1680, Nguyễn Quý Đức lĩnh chức Đốc đồng Cao Bằng. Ở đây, ông cùng quan Trấn thủ trấn ấy, phá được cuộc nổi dậy Phù Canh.
Năm 1681, cha từ trần, ông về quê cư tang trong 3 năm, từ năm Tân Dậu (1681) dến năm Giáp Tý (1684). Trở lại triều, ông được thăng làm Thiêm sai Bồi tụng, Lễ khoa cấp sự trung.
Năm 1686, ông được thăng làm Thiêm đô ngự sử (cố vấn và can gián vua). Năm 1690, ông được cử làm Chánh sứ dẫn đầu đoàn sứ bộ sang tuế cống triều Thanh (Trung Quốc). Về nước, được thăng chức Lễ bộ Tả thị lang , tước Liêm Đường nam. Năm 1694, thăng ông làm Tả thị lang bộ Lễ, tước Liêm Đường bá, rồi sung làm Bồi tụng trong phủ chúa Trịnh Căn. Năm 1695, ông được thăng làm Đô ngự sử. Năm 1696, vì người thân ông nhận hối lộ, ông bị giáng làm Tả thị Lang bộ Binh, nhưng vẫn lo việc Bồi tụng.
Năm 1697, chúa Trịnh Căn sai ông cùng Lê Hy xem xét và sửa chữa bộ sử cũ, rồi viết tiếp bộ Đại Việt sử ký bản kỷ tục biên, bao gồm lịch sử 13 năm từ đời vua Lê Huyền Tông (1663-1671) đến đời vua Lê Gia Tông (1672-1675). Năm 1698, đổi ông làm Tả thị lang bộ Lại. Năm 1703, chúa Trịnh Căn lập Trịnh Cương làm Thái tử theo lời khuyên của Nguyễn Quý Đức. Năm 1708, thăng ông làm Thượng thư bộ Binh, rồi làm Tham tụng (tương đương chức Tể tướng). Năm 1709, chúa Trịnh Căn mất. Trước khi mất, chúa giao cho ông làm cố mệnh, để giúp Trịnh Cương lên nối ngôi chúa. Sau đó, ông đổi sang giữ chức Thượng thư bộ Hộ, thăng Thiếu bảo, tước Liêm Đường hầu, kiêm Đông các Đại học sĩ, gia phong Tá lý công thần.
Năm Giáp Ngọ (1714), Nguyễn Quý Đức được thăng làm Thiếu phó. Năm 1716, ngày 10 tháng 7, Nguyễn Quý Đức dâng tờ khải xin và được chấp thuận việc lập bia Tiến sĩ (21 bia) tại nhà Thái học (tức Văn Miếu-Quốc Tử Giám ở Hà Nội ngày nay) từ các khoa Bính Thân (1656) cho đến khoa Ất Mão (1715), và việc dựng bia được tiến hành vào năm sau (1717). Ngoài việc này, trong thời gian kiêm lĩnh chức Tri Quốc Tử Giám, ông còn lo trùng tu, xây dựng thêm các công trình ở đây như dựng điện Đại Thành, trang trí cho nhà Thái học... Tháng 10 năm đó (1717), ông dâng thư xin trí sĩ mấy lần mới được chúa Trịnh Cương ưng cho. Trước khi về quê, ông được gia phong Thái phó Quốc lão, vẫn được tham dự chính sự, được chúa ban 2 bài thơ tiễn, lại cấp cho xe ngựa và ruộng lộc (lộc điền).
Nguyễn Quý Đức về trí sĩ tại quê nhà là làng Thiên Mỗ. Thường ngày, ông dạo chơi quanh vùng, dựng đình Lạc Thọ để có chỗ họp bạn xướng họa thơ văn. Cuối năm Kỷ Hợi (1719), chúa Trịnh Giang nhân lên chơi Sài Sơn, có ghé ông thăm và mời ông cùng đi.
Danh thần Nguyễn Quý Đức mất vào tháng 5 năm Canh Tý (1720), thọ 72 tuổi , được truy tặng là Thái tể, ban tên thụy là Trịnh Mục. Sau lại truy tặng ông là Đại tư không, sắc phong làm Cung thần tuấn đạt định sách Đại vương, và được dân làng thờ làm Phúc thần thưởng đẳng.

## Tác phẩm
- Thi châu tập (Tập thơ châu ngọc)
- Hoa trình thi tập (Tập thơ trong chuyến hành trình sang đất Trung Hoa).

Ngoài ra, ông còn đề tựa sách Việt sử thông khảo và cùng với Lê Hy soạn tiếp bộ Đại Việt sử ký bản kỉ tục biên. Ông có đến 72 bài thơ được chép trong Toàn Việt thi lục do Lê Quý Đôn biên tập .

## Đánh giá và ghi công
Sách Lịch triều hiến chương loại chí của Phan Huy Chú chép về Nguyễn Quý Đức như sau: 
Ông đã làm tể tướng 10 năm, về chính sự chuộng khoan hậu,...cấm việc phiền hà, tha cho người trốn tránh và thiếu thuế, bớt tạp dịch, giúp nhà nông; dân được nhờ ơn...Ông là người khoan hậu, trầm tĩnh. Ngày thường, thù tiếp ai thì dễ dàng, vui vẻ. Khi bàn luận trước mặt chúa, việc gì chưa thỏa đáng, ông cố giữ ý kiến mình (rồi) bàn ba bốn lần, không ai ngăn được. Ông làm văn không cần trau chuốt mà ý sâu. Triều đình có chế tác gì lớn phần nhiều do tay ông (thảo). Bàn đến ông, ai cũng khen....
Đánh giá khái quát sự nghiệp của ông, trong Từ điển bách khoa Việt Nam, mục từ "Nguyễn Quý Đức", có đoạn:
Nguyễn Quý Đức là "bề tôi xã tắc" nổi tiếng nhân đức, khoan hậu: "Tể tướng Quý Đức, thiên hạ yên vui"; là bậc thầy đạo cao đức trọng, dạy ở trường Quốc Tử Giám, đào tạo hàng nghìn học trò; là nhà sử học nghiêm túc, luận bàn xác đáng, khen chê minh bạch. Tham gia biên soạn "Đại Việt sử ký bản kỷ tục biên", đề tựa "Việt sử thông khảo", sao lục "Quần hiền phú tập", soạn bia tiến sĩ và phụ trách tu tạo Quốc Tử Giám. Tác giả "Thi châu tập", "Hoa trình thi tập" và nhiều bài thơ chữ Hán, chữ Nôm. Thơ Nguyễn Quý Đức mực thước, bình dị, tình cảm khoan hoà, hồn hậu, không dụng công trau chuốt mà ý tứ vẫn sâu .
Hiện nay ở làng Đại Mỗ có từ đường thờ Nguyễn Quý Đức. Nơi ấy, còn lưu giữ được tấm bia ca ngợi công đức của ông do Bảng nhãn Hà Tông Huân soạn. Tên ông cũng được đặt cho một con đường tại quận Thanh Xuân, Hà Nội.

## Hậu duệ
- Nguyễn Quý Ân (1673-1722), là con Nguyễn Quý Đức. Ông Ân đỗ Hoàng giáp năm 1715, làm đến Đề hình Tả tư giảng. Sau khi mất, ông được truy tặng Thượng thư bộ Công, và truy phong làm Phúc thần.
- Nguyễn Quý Kính (1693 - 1766), là cháu Nguyễn Quý Đức. Ông thi đỗ Hương cống, làm quan trải đến các chức Thượng thư bộ Binh, Thượng thư bộ Hộ, Đại tư mã, hàm Thái phó, tước Thống (hay Kính) Quận công. Sau khi mất, ông được truy tặng làm Đại tư đồ, tước Huyên Trung Công, và cũng được truy phong làm Phúc thần [16].

## Sách tham khảo
- Phan Huy Chú, Lịch triều hiến chương loại chí (Tập 1, bản dịch). Nhà xuất bản Khoa học xã hội, 1992.
- Trần Văn Giáp, Tìm hiểu kho sách Hán Nôm (Tập 1 và Tập 2 in chung). Nhà xuất bản Khoa học xã hội, 2003.
- Trúc Khê, Tuyển tập Trúc Khê Ngô Văn Triện. Nhà xuất bản Văn hóa Thông tin, 2003.
- Nguyễn Q. Thắng-Nguyễn Bá Thế, Từ điển nhân vật lịch sử Việt Nam. Nhà xuất bản Khoa học xã hội, 1992.
- Bùi Duy Tân, mục từ "Nguyễn Quý Đức" in trong Từ điển văn học (bộ mới). Nhà xuất bản Thế giới, 2004.
- Từ điển bách khoa Việt Nam, mục từ "Nguyễn Quý Đức" (bản điện tử).